# Goda grannar
Goda grannar är en svensk dramaserie som sändes i 48 avsnitt fördelade på tre säsonger mellan januari 1987 och mars 1988 i Sveriges Television. Skaparna bakom serien var Karin Coyet och Britt Hamdi och för manus var Eva Barkman, Bernt Nilsson, Ingrid Höglund, Lars Viberg och Anders Åberg de mer frekventa manusförfattarna. Hans Dahlin och Christoffer von Platen var seriens fasta regissörer. 

## Om serien
Handlingen i serien kretsade kring fyra familjer i ett hyreshus i Vasastan i Stockholms innerstad. Huvudrollerna i serien var det äkta paret Runåker: Iris som driver Iris Café och Helge som har en verkstad där han reparerar gamla möbler på bakgården. Två av kaféets stamkunder är Axel, som driver en tobaksaffär strax intill, och fastighetsskötaren Sten. Helges, Stens och Axels stora intresse är att sitta på kaféet och tippa på hästar och fotboll. En annan huvudperson är husets ägare, Bror Öster, som har överlämnat ansvaret till huset till sin dotter Mia och hennes make Pierre som har sina egna tankar om husets framtid och inte drar sig för fulspel. Förutom dessa personer följer serien översteparet Rylander vars hustru fördriver tiden med skvaller och kortspel, det unga paret Birgitta och Kent som kämpar med sitt förflutna som småkriminell vilket försvårar för honom att hitta ett ordentligt arbete och nu väntar dom dessutom sitt första barn samt den ensamstående mamman Elisabet och hennes dotter Petra vilka är goda vänner med Sten. Under seriens avsnitt får tittarna följa med in i familjernas vardag och händelser.

### Inspelningarna
De flesta interiörscenerna, däribland familjernas lägenheter, några källarlokaler, Iris café och Axels tobaksaffär byggdes upp och spelades in i en inspelningsstudio i Stockholm medan exteriörerna var på så kallad on location. Fastigheten som användes som kuliss för det hyreshus där familjerna bodde filmades på Grev Turegatan 60 i centrala Stockholm och vid inspelningarna på trottoaren mot gatan byggdes en särskild kuliss upp som representerade Iris café och Axels tobaksaffär. Några interiörscener spelades också in på on location, bland annat några scener som utspelade sig inne i själva hyreshuset eller andra liknande platser.

### Reprissändning, DVD-släpp och publicering i Öppet arkiv
Efter att serien hade producerats och sänts i tre säsonger lades den ned för gott, även om Sveriges Television reprissände serien ett antal år senare. År 2010 släpptes avsnitten på DVD och fyra år senare började även Sveriges Television att publicera avsnitten i sitt Öppet arkiv vilket skedde efter att bolaget hade ingått ett rättighetsavtal med Copyswede för att förenkla processen att lägga ut arkivmaterial för allmänheten. I början av 2016 började däremot ett annat mer begränsat "tills vidare"-avtal mellan parterna att gälla, vilket gjorde att Goda grannar och flera andra titlar var tvungna att avpubliceras alternativt bara vara publicerade under en begränsad tid. Våren 2017 hade avtalet förnyats igen med ett större basutbud i "tills vidare"-kategorin som i sin tur ledde till att flera tidigare avpublicerade serier såsom Goda grannar kunde återpubliceras i arkivet. Seriens avsnitt har sedan dess flyttats från Öppet arkivs tidigare webbplats till SVT Play.

## Säsongerna
Så här såg avsnittsfördelningen ut under säsongerna. Datum och sändningsdagar är framförallt hämtade från Svensk mediedatabas.
|        | \| Säsong \| Avsnitt \| Säsongsstart \| Säsongssavslutning \| Sändningsdag(ar) \| \| ------ \| ------- \| ---------------- \| ------------------ \| ------------------------------------------- \| \| 1[7] \| 1–24 \| 11 januari 1987 \| 27 juni 1987 \| söndagar kl. 19.00–19.30 (hela perioden) \| \| 2[8] \| 25–36 \| 2 september 1987 \| 25 november 1987 \| onsdagar kl. 19.30–20.00 (hela perioden) \| \| 3[9] \| 37–48 \| 23 december 1987 \| 27 mars 1988 \| söndagar kl. 19.30–20.00 (hela perioden)[a] \| |                  |                    |                                          |
| Säsong | Avsnitt | Säsongsstart     | Säsongssavslutning | Sändningsdag(ar)                         |
| 1      | 1–24 | 11 januari 1987  | 27 juni 1987       | söndagar kl. 19.00–19.30 (hela perioden) |
| 2      | 25–36 | 2 september 1987 | 25 november 1987   | onsdagar kl. 19.30–20.00 (hela perioden) |
| 3      | 37–48 | 23 december 1987 | 27 mars 1988       | söndagar kl. 19.30–20.00 (hela perioden) |

## Medverkande[10]

### Huvudroller
Nedan presenteras seriens mer frekventa roller.
| Skådespelare        | Roll               | Avsnitt                | Medverkan i antal avsnitt (fördelat per säsong) | Medverkan i antal avsnitt (fördelat per säsong) | Medverkan i antal avsnitt (fördelat per säsong) | Medverkan i antal avsnitt (fördelat per säsong) |
| Skådespelare        | Roll               | Avsnitt                | Säsong 1                                        | Säsong 2                                        | Säsong 3                                        | Total- medverkan                                |
| ------------------- | ------------------ | ---------------------- | ----------------------------------------------- | ----------------------------------------------- | ----------------------------------------------- | ----------------------------------------------- |
| Helena Brodin       | Iris Runåker       | 1–48                   | 24                                              | 12                                              | 12                                              | 48                                              |
| Anders Nyström      | Helge Runåker      | 1–48                   | 24                                              | 12                                              | 12                                              | 48                                              |
| Anders Näslund      | Torsten Runåker    | 1–3, 8–13, 16–20       | 14                                              | Endast omnämnd                                  | Endast omnämnd                                  | 14                                              |
| Åsa Göransson       | Annelie Runåker    | 1–48                   | 23                                              | 12                                              | 9                                               | 44                                              |
| Jan-Olof Strandberg | Claes Rylander     | 1–48                   | 22                                              | 9                                               | 7                                               | 38                                              |
| Meg Westergren      | Charlotte Rylander | 1–48                   | 22                                              | 12                                              | 12                                              | 46                                              |
| Maria af Malmborg   | Desirée            | 1–48                   | 24                                              | 11                                              | 6                                               | 41                                              |
| Niels Dybeck        | Sten Linde         | 1–48                   | 23                                              | 12                                              | 10                                              | 45                                              |
| Per Eggers          | Axel               | 1–48                   | 24                                              | 12                                              | 12                                              | 48                                              |
| Peter Dalle         | Pierre Waldén      | 1–26, 32–36, 39, 48    | 22                                              | 7                                               | 2                                               | 31                                              |
| Susanne Barklund    | Mia Waldén         | 1–25, 34–36, 38–40, 48 | 24                                              | 4                                               | 4                                               | 32                                              |
| Birger Malmsten     | Bror Öster         | 1–48                   | 20                                              | 10                                              | 7                                               | 37                                              |
| Louise Raeder       | Birgitta Hallström | 1–48                   | 20                                              | 12                                              | 12                                              | 44                                              |
| Lennart Jähkel      | Kent Ågren         | 4–48                   | 20                                              | 12                                              | 12                                              | 44                                              |
| Marika Strand       | Millan             | 1–47                   | 12                                              | 10                                              | 6                                               | 28                                              |
| Gaby Stenberg       | Isabella           | 9–48                   | 10                                              | 9                                               | 8                                               | 39                                              |

### Gästroller (urval)
Serien hade under sina tre säsonger många gästroller. Nedan listas några som återkom vid minst ett tillfälle och/eller som hade en viktig del i handlingen.
| Skådespelare          | Roll                   | Säsong | Medverkade i avsnitt                                 |
| --------------------- | ---------------------- | ------ | ---------------------------------------------------- |
| Elisabeth Nordkvist   | Elisabet Lindgren      | 1–3    | 3, 5–6, 11–12, 15–16, 20–25, 27, 38–39, 48           |
| Maria af Klintberg    | Petra Lindgren         | 1–3    | 3, 5–6, 9–10, 12, 15–16, 22–30, 34–35, 38, 48        |
| Lena-Pia Bernhardsson | Fru (Eva) Håkansson    | 1–3    | 12, 14–15, 19–21, 26–29, 31–34, 36, 40–41, 43, 46–48 |
| Guy de la Berg        | Herr (Sture) Håkansson | 1–2    | 12, 20–21, 23, 27–28, 31, 36                         |
| Pierre Dahlander      | Lasse Westberg         | 1–2    | 1–2, 4, 6–8, 10, 15, 21, 25, 33–34                   |
| Ulf Eklund            | Ingvar Haglund         | 1      | 1–2, 4–8, 11–15, 18–19                               |
| Jonas Uddenmyr        | Lundberg               | 1      | 2–6, 8, 15, 24                                       |
| Jörgen Darfeldt       | Lennart                | 1, 3   | 5–6, 8, 10, 14, 41–44, 48                            |
| Cecilia Walton        | Margareta Strömberg    | 1      | 5, 7, 19–22, 24                                      |
| Kicki Bramberg        | Anita                  | 1      | 8, 10, 12                                            |
| Lars Lind             | Henrik Berg            | 1–2    | 16, 27–29, 34                                        |
| Irene Lindh           | Ulla-Britt Hallström   | 2–3    | 26, 30–34, 37–38, 40–41, 43, 46, 48                  |
| Ingrid Boström        | Åsa                    | 2      | 27–28, 34                                            |
| Ulf Hasseltorp        | Kjell                  | 2      | 33–35                                                |
| Ingrid Luterkort      | Harriet                | 3      | 37, 47–48                                            |
| Sophie Trygger        | Annika                 | 3      | 37–44, 46–47                                         |
| Per Morberg           | Rickard                | 3      | 38, 40, 42, 44, 47                                   |
| Pontus Gustafsson     | Sture Lagerfors        | 3      | 40, 42–44, 46–47                                     |
| Bo Rehnberg           | Matte                  | 3      | 38–39, 41, 44                                        |
| Jesper Bergom-Larsson | Jimmy                  | 3      | 38–39, 41, 44                                        |
| Birgitte Söndergaard  | Maria                  | 3      | 41–43                                                |
| Maud Hansson          | Märta Jansson          | 3      | 44–48                                                |

### Regissörer
Hans Dahlin och Christoffer von Platen var seriens fasta regissörer i alla tre säsonger. Dahlin regisserade avsnitt 1–8, 13–18, 23–28, 33–40 och 45–48 medan von Platen regisserade avsnitt 9–12, 19–22, 29–32 och 41–44.

## DVD-utgåva
- Säsong 1 släpptes på DVD den 27 januari 2010.
- Säsongerna 2 och 3 släpptes tillsammans på DVD den 7 april 2010.